# Mesalen
De mesalen (Gymnotidae) vormen een familie van vissen uit de orde van de mesaalachtigen. Ze worden aangetroffen in zoet water in Centraal- en Zuid-Amerika.
Alle vissen in deze familie hebben organen die zijn aangepast aan het gebruik van bio-elektriciteit. De familie omvat 33 soorten in twee geslachten. Er zijn ook enkele ongeclassificeerde exemplaren in museumcollecties.
Deze vissen zijn nachtdieren en komen voornamelijk voor in kalme wateren van diepe rivieren en moerassen. In wateren met een sterke stroming kunnen de vissen zichzelf ingraven.

## Kenmerken
Net als de andere mesaalachtigen hebben mesalen lang en aalachtig lijf, waarbij de rug en borstvinnen ontbreken en de aarsvin erg lang is en wordt gebruikt voor de voortbeweging.
De enige soort uit het geslacht Electrophorus is de Sidderaal die een sterke (tot 600 V) en zwakke (<1 V) elektrische ontlading af kan geven, gebruikt voor de jacht en als communicatie- en navigatiemiddel. De sidderaal is de langste vis uit de mesalenfamilie en kan meer dan twee meter lang worden. Soorten uit het geslacht Gymnotus worden ongeveer 100 centimeter lang.

## Geslachten
- Electrophorus Gill, 1864
- Gymnotus Linnaeus, 1758